# Ельментейта (озеро)
0°26′46″ пд. ш. 36°14′38″ сх. д. / 0.446° пд. ш. 36.244° сх. д.

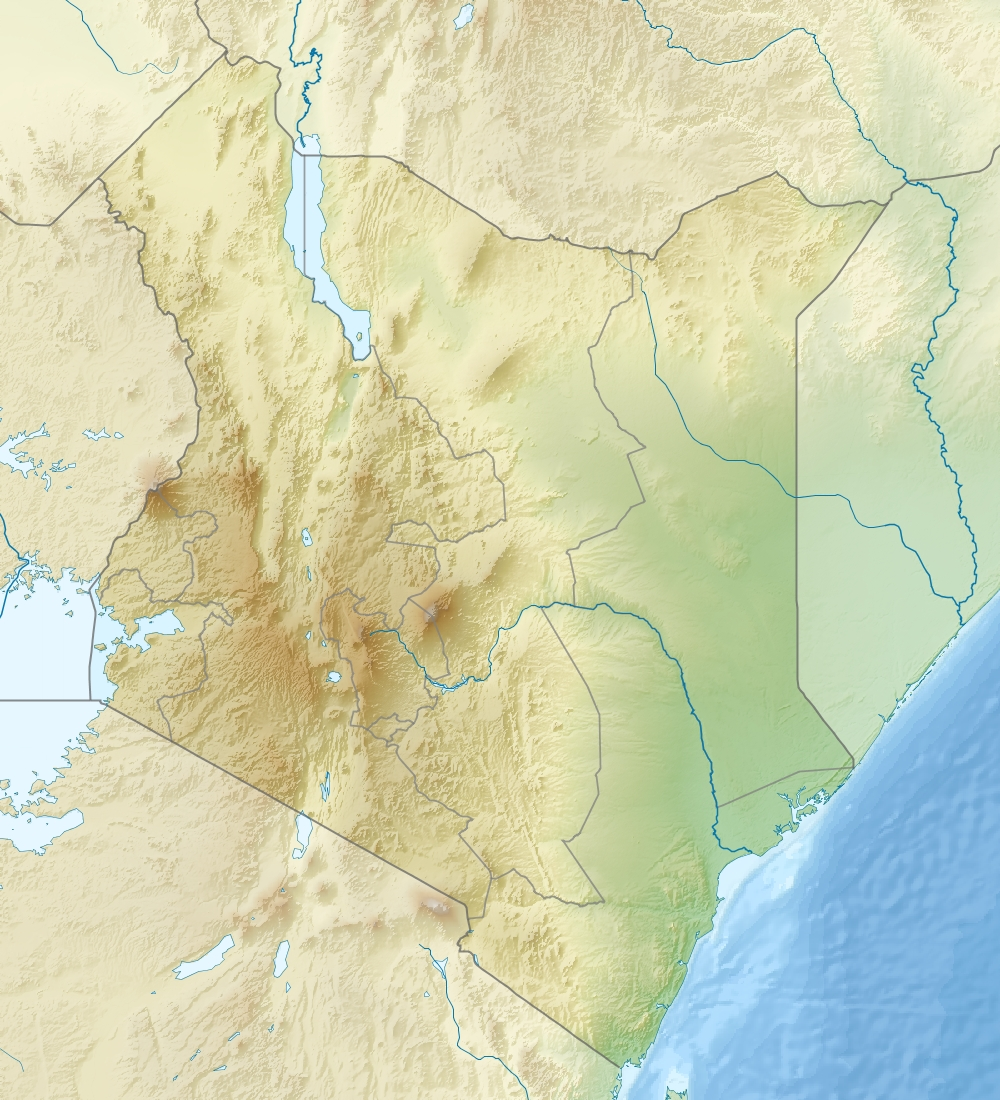
Кенія

Озеро Ельментейта, або Елементейта — содове озеро у Великій рифтовій долині, що знаходиться приблизно за 120 км на північний захід від Найробі, у  Кенії.

## Географія

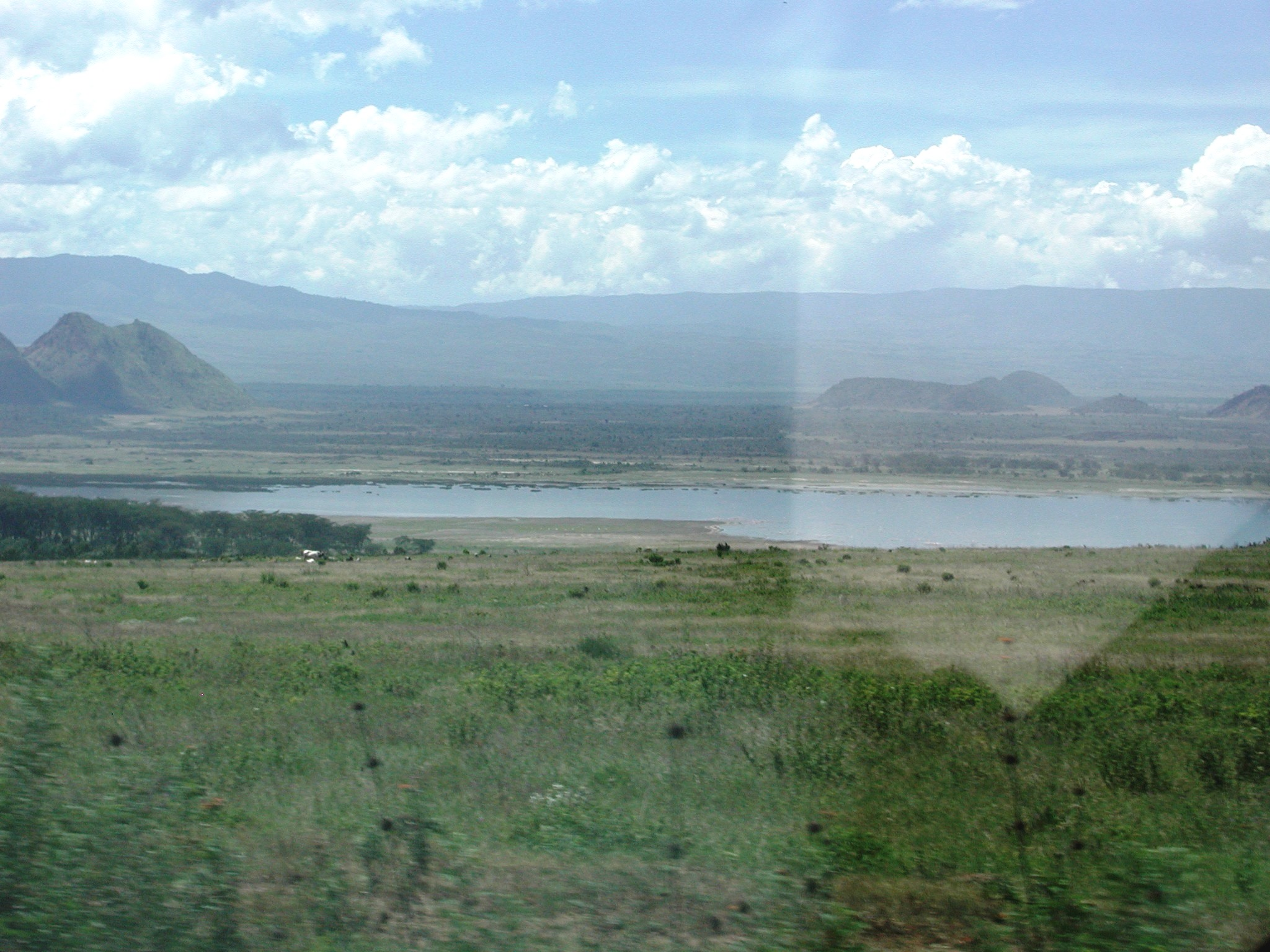
Озеро Елментейта від шосе Найробі-Накуру

Назва "Елементейта" походить від масайського слова «muteita», що означає «пилове місце», оскільки місцевість характеризується великою сухістю і запиленістю, особливо в період з січня по березень. Біля озера знаходиться місто Гілгіл. Ельментейта знаходиться між озерами Найваша та Накуру. Шосе Найробі – Накуру (дорога A104) відкриває автомобілістам вражаючий вид на озеро. Сьогодні озеро є охоронюваною територією (завдяки великому різноманіттю видів птахів) та є об'єктом спадщини ЮНЕСКО разом з озерами Накуру та Богорія.
У південній частині озера розташовані гарячі джерела «Кекопей», в яких розмножується завезена з озера Магаді риба — тиляпія. Очеретяні зарості неподалік є місцем нічного полювання чапель і пеліканів.

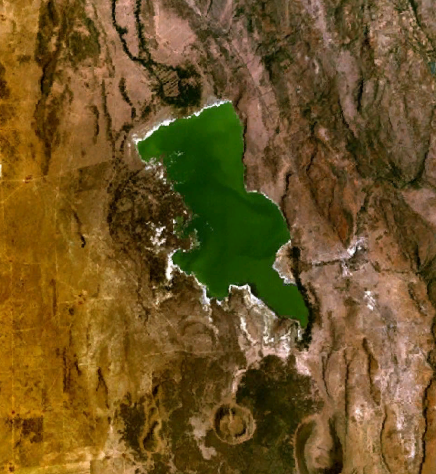
Озеро Ельментейта, вид з космосу.

## Історія
Перше європейське поселення біля озера Ельментейта з’явилося в період, коли лорд Деламер (1879-1931) заснував Сойсамбу - ранчо площею 190 км² на західному березі озера. Деламер подарував землю на іншому березі озера своєму шурину - Гелбрейту Лоурі Егертону Коулу (1881-1929). Сьогодні це місце відомо як озеро Елементейта Лодж.
Ранчо Сойсамбу й донині належить нащадкам лорда Деламера (включаючи Томаса Чолмонделей, який відіграв важливу роль у створенні заповідника Сойсамбу). Сьогодні Сойсамбу є заповідникомб який займає 2/3 берегової лінії, та служить домом для понад 12 000 диких тварин.
З 2005 року озеро Ельментейта є Рамсарською територією .

## Екологія
У басейні озер Накуру та Ельментейта зареєстровано понад 400 видів птахів. Ельментейта населяють фламінго, які в свою чергу харчуються: ракоподібними, личинками комах та синьо-зеленими водоростями.  В 1962 році в озеро Ельментейта було завезено тилапію з озера Магаді, з того часу популяція фламінго значно скоротилася. Тилапія приваблює багатьох рибоїдних птахів, які також харчуються яйцями та пташенятами фламінго. Кажуть, що понад мільйон птахів, які раніше розмножувалися на озері, тепер живуть на озері Натрон у Танзанії.
На берегах озера пасуться: зебри, газелі, канни, буйволи та сімейства бородавочників. Озеро також відоме своєю великою популяцією жираф Ротшильда, яких тут проживає біля 200 особин, що є однією з найбільших популяцій.
Озеро дуже мілке (глибина становить менш ніж 1 м) та в посушливі сезони обмежене мулистими ґрунтами. Протягом пізнього плейстоцену та раннього голоцену Ельментейта іноді об’єднувалося з Накуру, утворюючи набагато більше озеро. Залишки колишнього великого озера збереглися у вигляді різноманітних відкладень у різних місцях навколо озерних басейнів, включаючи колишні берегові лінії.
Нещодавно рівень озера та кількість фламінго сильно зменшилися, через активну людську діяльність водозбірні території сильно обміліли. Навколо озера проживає багато людей, при чому сільське господарство та туризм тут досить розвинуті, відповідно через увесь цей антропогенний тиск, екосистема озера постійно страждає.

## Пов'язані визначні місця
Район має велике історичне значення: поруч з озером знаходиться музей Каріандусі, у важливому історичному місці, де в 1928 році Луїс Лікі виявив кам’яні ручні сокири та тесаки.
Безплідні землі Ельментейта — це лавовий потік на південь від озера, вкритий чагарниками та вражаючими мальовничими вершинами.